# Шьоктон (Вісконсин)
Шьоктон (англ. Shiocton) — селище (англ. village) в США, в окрузі Автаґемі штату Вісконсин. Населення — 939 осіб (2020).

## Географія
Шьоктон розташований за координатами 44°26′42″ пн. ш. 88°34′35″ зх. д. / 44.44500° пн. ш. 88.57639° зх. д. (44.445041, -88.576450).  За даними Бюро перепису населення США в 2010 році селище мало площу 4,32 км², з яких 4,05 км² — суходіл та 0,27 км² — водойми.

## Демографія
Згідно з переписом 2010 року, у селищі мешкала 921 особа в 372 домогосподарствах у складі 255 родин. Густота населення становила 213 осіб/км².  Було 403 помешкання (93/км²).
Расовий склад населення:
| - 91,5 % — білих - 0,5 % — корінних американців - 0,2 % — чорних або афроамериканців - 5,9 % — осіб інших рас |

До двох чи більше рас належало 1,8 %. Частка іспаномовних становила 9,0 % від усіх жителів.
За віковим діапазоном населення розподілялося таким чином: 27,4 % — особи молодші 18 років, 61,3 % — особи у віці 18—64 років, 11,3 % — особи у віці 65 років та старші. Медіана віку мешканця становила 35,5 року. На 100 осіб жіночої статі у селищі припадало 104,2 чоловіків;  на 100 жінок у віці від 18 років та старших — 104,0 чоловіків також старших 18 років.
Середній дохід на одне домашнє господарство  становив 51 906 доларів США (медіана — 45 536), а середній дохід на одну сім'ю — 58 834 долари (медіана — 54 808). Медіана доходів становила 48 500 доларів для чоловіків та 32 250 доларів для жінок. За межею бідності перебувало 13,8 % осіб, у тому числі 13,7 % дітей у віці до 18 років та 8,9 % осіб у віці 65 років та старших.
Цивільне працевлаштоване населення становило 440 осіб. Основні галузі зайнятості: виробництво — 23,6 %, освіта, охорона здоров'я та соціальна допомога — 15,5 %, мистецтво, розваги та відпочинок — 13,6 %.